# Пневма
Пневма (πνεῦμα) — слово давньогрецького походження, що перекладається як «дихання», «дух».

## Визначення
В давньогрецькій натурфілософії та медицині вважалося, що пневма — це сила, яка регулює дихання та пульс людини. Філософ Ферекід Сіросський у VI ст. до н. е. згадував пневму як елемент повітря, а у філософській школі піфагорійців існувало поняття «нескінченної пневми», яку вдихає космос. Діоген Аполлонійський вважав пневму життєвим диханням, яке тече разом із кров'ю по венах. Згідно з Гіппократовою школою медицини, джерело пневми знаходилося в мозку людини, а лікарі сицилійської школи вважали, що вона з'являється у серці.
Давньогрецький лікар Філістіон в IV ст. до н. е. познайомив із концепцією пневми Платона та Арістотеля. Останній вважав, що людина вдихає пневму разом із повітрям, але потім вона випаровується з крові. Ераситрат в III ст. та Гален в I ст. до н. е. розвинули цю ідею, вважаючи пневму джерелом життєдіяльності людини та «посередником» між душею і тілом. Протягом Середньовіччя збереглося ставлення до пневми як до джерела життя, і в Новій історії — роботах Андреаса Везалія та Рене Декарта — воно перетворилося на вчення про «spritus vitales», цебто «дух життя».
В стоїцизмі «пневмою» називали життєву силу, тотожну першовогню або «логосу». Стоїки вважали, що єдиний світ є приреченим на загибель, але душею світу є тепле дихання (пневма). Існує ще одне значення слова «пневма», а саме «космічне дихання» або «дух».